# NHL 1936/37
Die NHL-Saison 1936/37 war die 20. Spielzeit in der National Hockey League. Acht Teams spielten jeweils 48 Spiele. Den Stanley Cup gewannen die Detroit Red Wings nach einem 3:2-Erfolg in der Finalserie gegen die New York Rangers. Der inzwischen 34-jährige Howie Morenz war nach Montreal zurückgekehrt und erlebte dort seinen zweiten Frühling. Dieser endete jedoch abrupt, nachdem er nach einem Zweikampf mit Chicagos Earl Seibert in die Bande prallte und sich vier Knochenbrüche zuzog. Doch es kam noch viel schlimmer. Im Krankenhaus erlitt Morenz einen Zusammenbruch und starb sechs Wochen später an Embolie. Ganz Montreal trauerte und erwies seinem ehemaligen Star, der im Montreal Forum aufgebahrt wurde, die letzte Ehre. Den Trauerzug durch Montreals Straßen begleiteten 200.000 Menschen. Zahlreiche Spieler hatten ihre Karriere beendet, darunter King Clancy und George Hainsworth, da mussten neue Spieler nachrücken. Hier tat sich vor allem in Boston die „Kraut Line“ mit Milt Schmidt, Bobby Bauer und Woody Dumart hervor. In Chicago setzte man zum Ende der Saison auf eine rein amerikanische Mannschaft. Nur ein Sieg in neun Spielen zeigte den Hawks jedoch, dass es ohne Kanadier nicht ging.

## Reguläre Saison

### Abschlusstabellen
Abkürzungen: W = Siege, L = Niederlagen, T = Unentschieden, GF= Erzielte Tore, GA = Gegentore, Pts = Punkte
| Canadian Division   | W  | L  | T | GF  | GA  | Pts |
| ------------------- | -- | -- | - | --- | --- | --- |
| Montréal Canadiens  | 24 | 18 | 6 | 115 | 111 | 54  |
| Montreal Maroons    | 22 | 17 | 9 | 126 | 110 | 53  |
| Toronto Maple Leafs | 22 | 21 | 5 | 119 | 115 | 49  |
| New York Americans  | 15 | 29 | 4 | 122 | 161 | 34  |

| American Division  | W  | L  | T | GF  | GA  | Pts |
| ------------------ | -- | -- | - | --- | --- | --- |
| Detroit Red Wings  | 25 | 14 | 9 | 128 | 102 | 59  |
| Boston Bruins      | 23 | 18 | 7 | 120 | 110 | 53  |
| New York Rangers   | 19 | 20 | 9 | 117 | 106 | 47  |
| Chicago Blackhawks | 14 | 27 | 7 | 99  | 131 | 35  |

### Beste Scorer
Abkürzungen: GP = Spiele, G = Tore, A = Assists, Pts = Punkte
| Spieler          | Team                | GP | G  | A  | Pts |
| ---------------- | ------------------- | -- | -- | -- | --- |
| Sweeney Schriner | NY Americans        | 48 | 21 | 25 | 46  |
| Syl Apps         | Toronto             | 48 | 16 | 29 | 45  |
| Marty Barry      | Detroit             | 48 | 17 | 27 | 44  |
| Larry Aurie      | Detroit             | 45 | 23 | 20 | 43  |
| Busher Jackson   | Toronto             | 46 | 21 | 19 | 40  |
| Johnny Gagnon    | Montreal            | 48 | 20 | 16 | 36  |
| Bob Gracie       | Mtl. Maroons        | 47 | 11 | 25 | 36  |
| Nels Stewart     | Boston/NY Americans | 43 | 23 | 12 | 35  |
| Paul Thompson    | Chicago             | 47 | 17 | 18 | 35  |
| Bill Cowley      | Boston              | 46 | 13 | 22 | 35  |

## Stanley-Cup-Playoffs
|  | Viertelfinale | Viertelfinale         | Viertelfinale    |                   |                  | Halbfinale | Halbfinale        | Halbfinale |  |  | Stanley-Cup-Finale | Stanley-Cup-Finale | Stanley-Cup-Finale |
|  |               |                       |                  |                   |                  |            |                   |            |  |  |                    |                    |                    |
|  |               |                       |                  |                   |                  |            |                   |            |  |  |                    |                    |                    |
|  |               |                       |                  |                   |                  |            |                   |            |  |  |                    |                    |                    |
|  | C1            | Canadiens de Montréal | 2                |                   |                  |            |                   |            |  |  |                    |                    |                    |
|  | C1            | Canadiens de Montréal | 2                |                   |                  |            |                   |            |  |  |                    |                    |                    |
|  |               |                       | A1               | Detroit Red Wings | 3                |            |                   |            |  |  |                    |                    |                    |
|  |               |                       |                  | Detroit Red Wings | 3                |            |                   |            |  |  |                    |                    |                    |
|  |               |                       |                  |                   |                  |            |                   |            |  |  |                    |                    |                    |
|  |               |                       |                  |                   |                  |            |                   |            |  |  |                    |                    |                    |
|  |               |                       |                  |                   |                  | A1         | Detroit Red Wings | 3          |  |  |                    |                    |                    |
|  |               | A3                    | New York Rangers | 2                 |                  |            |                   |            |  |  |                    |                    |                    |
|  | C2            | Montreal Maroons      | 2                |                   |                  |            |                   |            |  |  |                    |                    |                    |
|  | A2            | Boston Bruins         | 1                |                   |                  |            |                   |            |  |  |                    |                    |                    |
|  | A2            | Boston Bruins         | 1                | C2                | Montreal Maroons | 0          |                   |            |  |  |                    |                    |                    |
|  |               |                       |                  | C2                | Montreal Maroons | 0          |                   |            |  |  |                    |                    |                    |
|  |               |                       | A3               | New York Rangers  | 2                |            |                   |            |  |  |                    |                    |                    |
|  | C3            | Toronto Maple Leafs   | A3               | New York Rangers  | 2                | 0          |                   |            |  |  |                    |                    |                    |
|  | C3            | Toronto Maple Leafs   |                  |                   |                  |            |                   |            |  |  |                    |                    |                    |
|  | A3            | New York Rangers      | 2                |                   |                  |            |                   |            |  |  |                    |                    |                    |

## NHL Awards und vergebene Trophäen
| Auszeichnung          | Spieler      | Team                |
| --------------------- | ------------ | ------------------- |
| Calder Trophy:        | Syl Apps     | Toronto Maple Leafs |
| Hart Memorial Trophy: | Babe Siebert | Montréal Canadiens  |
| Lady Byng Trophy:     | Marty Barry  | Detroit Red Wings   |
| Vezina Trophy:        | Normie Smith | Detroit Red Wings   |